# 안산강서고등학교
안산강서고등학교(安山江西高等學校)는 대한민국 경기도 안산시 단원구 와동에 있는 사립 고등학교이다.

## 학교 연혁
- 1988년 5월 18일 : 학교 법인 강서학원 설립 인가, 초대 이사장 박창옥 박사 취임
- 1988년 8월 26일 : 본관 교사 신축 기공
- 1988년 12월 13일 : 안산강서고등학교(6학급) 설립 인가
- 1988년 12월 15일 : 초대 이연의 교장 취임
- 1989년 3월 2일 : 제1회 입학식 324명(남 3학급, 여 3학급)
- 1989년 9월 26일 : 본관 교사 완공
- 1989년 9월 26일 : 어학실, 가사실 설치 - 업무처리용 컴퓨터 설치, 제1도서실 설치(216석) - 전산실 설치(컴퓨터 28대)
- 1993년 12월 31일 : 제2도서실(360석) 증설
- 1996년 7월 19일 : 체육관 준공
- 2002년 7월 15일 : 교실 증축 완공(12학급)
- 2009년 8월 31일 : 수학,과학 교과교실제 선정(교육과학기술부)
- 2009년 9월 30일 : 예절관 준공(예절관 1실)
- 2012년 9월 28일 : Wee센터 건립
- 2018년 9월 16일 : 제2대 이사장 오태석 박사 취임
- 2018년 11월 5일 : 혁신학교 지정
- 2021년 9월 1일 : 제12대 조진태 교장 취임
- 2022년 2월 14일 : 온라인 콘텐츠 활용 교과서 선도학교 선정
- 2022년 2월 14일 : 인공지능(AI)교육 선도학교 선정
- 2023년 12월 28일 : 제33회 졸업식 (258명) [누적 졸업생 수 17,638명]
- 2024년 1월 9일 : 디지털 기반 교육혁신 선도학교 선정
- 2024년 3월 4일 : 제36회 입학식 (신입생 287명)

## 참고 자료
- 안산강서고등학교 - 한국교육학술정보원 학교알리미